# Івановка (Флорештський район)
Івановка (рум. Ivanovca) — село у Флорештському районі Молдови. Входить до складу комуни, адміністративним центром якої є село Севірова.

## Населення
За даними перепису населення 2004 року у селі проживали 472 особи.
Національний склад населення села:
| Національність | Кількість осіб | Відсоток |
| -------------- | -------------- | -------- |
| українці       | 353            | 74,8%    |
| молдавани      | 101            | 21,4%    |
| росіяни        | 18             | 3,8%     |
| Всього         | 472            | 100%     |